# 40 let (album, Godba Milice)
40 let je album Godbe Milice, ki je izšel je leta 1988 ob 40-letnici orkestra na glasbeni kaseti pri založbi ZKP RTV Ljubljana.

## O albumu
Na naslovnici albuma je slika orkestra ob obletnici.

## Seznam posnetkov
| Stran A | Stran A            | Stran A    | Stran A    | Stran A |
| Št.     | Naslov             | Glasba     | Priredba   | Dolžina |
| ------- | ------------------ | ---------- | ---------- | ------- |
| 1.      | „Zlatorog‟         | V. Štrucl  |            | 2:36    |
| 2.      | „Komandant Jan‟    | V. Štrucl  |            | 2:45    |
| 3.      | „Rudi‟             | V. Štrucl  |            | 3:23    |
| 4.      | „V dvoje je lažje‟ | B. Adamič  |            | 3:32    |
| 5.      | „Židana marela‟    | V. Štrucl  |            | 2:38    |
| 6.      | „Budnica‟          | V. Štrucl  |            | 3:49    |
| 7.      | „Trideset let‟     | D. Porenta | J. Privšek | 2:13    |

| Stran B         | Stran B                   | Stran B         | Stran B         | Stran B |
| Št.             | Naslov                    | Glasba          | Priredba        | Dolžina |
| --------------- | ------------------------- | --------------- | --------------- | ------- |
| 1.              | „Mimohod SPDU‟            | V. Štrucl       |                 | 2:50    |
| 2.              | „Koračnica Miloša Mitiča‟ | V. Štrucl       |                 | 3:12    |
| 3.              | „Oj ta soldaški boben‟    | B. Adamič       |                 | 3:40    |
| 4.              | „Igrive trobente‟         | V. Štrucl       |                 | 2:58    |
| 5.              | „Poletna noč‟             | M. Sepe         | J. Privšek      | 2:16    |
| 6.              | „Zemlja pleše‟            | M. Sepe         | J. Privšek      | 2:39    |
| 7.              | „Naj bo‟                  | J. Privšek      |                 | 2:27    |
| Skupna dolžina: | Skupna dolžina:           | Skupna dolžina: | Skupna dolžina: | 40:58   |

## Sodelujoči

### Policijski orkester / Godba Milice
- Franc Gornik – dirigent

### Produkcija
- Jure Robežnik – odgovorni urednik
- Teodor Korban – urednik izdaje
- Robert Turk – oblikovanje